# Lindsay Davenport
Pour les articles homonymes, voir Davenport.
Lindsay Davenport (née le 8 juin 1976 à Rancho Palos Verdes) est une joueuse de tennis américaine, en activité de 1993 à 2008.
Elle a remporté 55 titres en simple dont trois titres du Grand Chelem : l'US Open en 1998, Wimbledon en 1999 et l'Open d'Australie en 2000 ainsi que 38 titres en double dames dont Roland-Garros en 1996, l'US Open en 1997 et Wimbledon en 1999.
Parmi ses autres grandes victoires, on retiendra la médaille d'or aux Jeux olympiques d'Atlanta en 1996, ainsi que les Masters en 1999 et trois succès en Fed Cup (1996, 1999 et 2000).
Forte de ces succès, l'Américaine s'est classée pendant 98 semaines numéro un mondiale à la WTA, terminant même quatre fois à cette place en fin d'année en 1998, 2001, 2004 et 2005. Elle a aussi été numéro un mondiale sur huit saisons différentes : 1998, 1999, 2000, 2001, 2002, 2004, 2005 et 2006. Seules Steffi Graf (10), Chris Evert, Serena Williams et Martina Navrátilová (9) la dépassent. Elle fait également partie des rares athlètes à avoir été numéro un à la fois en simple et en double dans leur discipline.
Particulièrement disponible envers les médias et les fans, elle s'est vu octroyer le Prix Orange en 2000.
Lindsay Davenport est membre du International Tennis Hall of Fame depuis 2014.

## Biographie

### Les jeunes années
Issue d'une famille de sportifs et notamment en volley-ball (son père Wink (en) a été membre de la sélection américaine du tournoi de volley aux Jeux olympiques d'été de 1968), Lindsay s'est orientée vers le tennis à six ans parce qu'elle n'avait pas encore l'âge requis pour jouer au volley. Seulement, elle a très vite accumulé les victoires, au point de faire partie des meilleures dans les catégories de jeunes. C'est donc tout naturellement qu'elle a continué à pratiquer le tennis à l'âge auquel elle aurait pu opter pour la même discipline que ses parents.

### 1991-1995: les débuts professionnels
En 1991, Lindsay Davenport, quinze ans, est invitée par les organisateurs pour le tableau final du tournoi de San Diego. Elle se défait au 1er tour de la Française Sandrine Testud avant d'être battue au second tour par l'Allemande Anke Huber, tête de série no 16. Elle gagne ainsi une invitation pour son premier US Open.
En 1992, elle parvient notamment au second tour du tournoi de Key Biscayne et de l'US Open (battue par Arantxa Sánchez).
En 1993, elle devient professionnelle. Très peu de temps après, elle signe sa première grande performance en battant Gabriela Sabatini, au grand étonnement de ses camarades de classe qui apprennent alors à quel niveau elle pratique ce sport. Ce coup d'éclat est suivi d'une victoire à l'European Cup et d'une ascension fulgurante qui la voit conclure cette saison à la 20e place mondiale.
1994 est l'année de la confirmation puisqu'elle fait son entrée parmi les dix premières joueuses mondiales et atteint même la finale des Masters dès sa première participation. Elle obtient également son diplôme de secondaire, et décide dès lors se consacrer pleinement à sa carrière tennistique.
Néanmoins, sa motivation semble affectée par divers problèmes familiaux, comme la séparation de ses parents. S'ensuivent une prise de poids et une dégringolade au classement qui la font sortir du top dix en 1995 (12e en novembre).

### 1996-1997: l'ascension vers la gloire
1996 est le début de la reprise en main de sa carrière. Elle fait appel aux services de Robert Van't Hof afin de perdre les kilos accumulés. La métamorphose est assez spectaculaire et sa confiance en elle s'en ressent. Elle remporte ainsi les Internationaux de Strasbourg et l'Open de Los Angeles. Elle gagne également l'un des plus beaux titres de sa carrière, les Jeux olympiques d'Atlanta, en battant Arantxa Sánchez. Finaliste à Sydney (défaite face à Monica Seles après avoir eu une balle de match), elle a aussi été demi-finaliste à Indian Wells et Miami (défaites contre Steffi Graf) et Filderstadt (perd contre Martina Hingis).

En double, elle gagne son premier titre majeur à Roland-Garros, associée à sa compatriote Mary Joe Fernández.
En 1997, six titres : Oklahoma City, Indian Wells, Amelia Island, Atlanta (bat Sandrine Testud), Zurich (bat Jana Novotná) et la dernière édition du tournoi de Chicago (bat Nathalie Tauziat et la jeune Serena Williams, alors 304e mondiale). Elle atteint les finales du tournoi de Los Angeles après avoir battu Martina Hingis mais échoue en finale face à Monica Seles et du tournoi de Philadelphie, où elle bat Jana Novotná mais perd contre Martina Hingis.

Un temps numéro 2, elle termine sa saison numéro 3 mondiale. Une place dans le Top cinq qu'elle ne quittera plus jusqu'au 21 avril 2002.

En double, elle emporte un nouveau titre du Grand Chelem à l'US Open avec Jana Novotná et termine à la 2e place du classement mondial.

### 1998-2001: succès en Grand Chelem et première place mondiale
1998 marque la consécration de Lindsay Davenport, qui devient, le 12 octobre, la 8e joueuse depuis l'apparition en novembre 1975 du système de points, à être sacrée numéro un mondiale, mettant ainsi fin au long règne de Martina Hingis (80 semaines). Elle remporte six titres lors de cette saison, dont son premier tournoi du Grand Chelem à l'US Open. Elle fut également finaliste dans les tournois d'Indian Wells (défaite contre Martina Hingis), de Filderstadt (perd contre Sandrine Testud), Philadelphie (défaite par Steffi Graf), avant de s'incliner, en quatre sets, face à Martina Hingis en finale des Masters.

Elle confirme également sa place de grande joueuse de double, avec une participation, aux côtés de Natasha Zvereva aux quatre finales de tournois du Grand Chelem (battue à chaque fois par Hingis) et une victoire aux Masters contre la paire Nathalie Tauziat/Alexandra Fusai.
1999 fut également une année heureuse pour la championne, malgré la perte de sa place de numéro 1 mondiale au profit de Hingis. Elle emporte sept titres dont le tournoi de Wimbledon, où elle remporte également le titre en double associée à Corina Morariu, ainsi que Sydney, Tokyo (face à Monica Seles), Madrid, Stanford, Philadelphie et enfin les Masters face à Hingis. Si elle échoue en demi-finale de l'US Open, c'est face à la gagnante, Serena Williams. Son absence pour cause de blessure aux tournois de Filderstadt et Zurich l'a empêché de conserver sa place en tête du classement à l'issue de la saison.
En l'an 2000, elle est finaliste de trois des quatre tournois du Grand Chelem : elle remporte l'Open d'Australie (bat Martina Hingis), et parvient en finale de Wimbledon et de l'US Open. Elle remporte trois autres titres à Indian Wells (bat Hingis), Linz (bat Venus Williams) et Philadelphie (bat Hingis) en 11 finales jouées. La joueuse finit sa saison à la 2e place mondiale.
En 2001, elle ne gagne aucun tournoi du Grand Chelem, contrairement aux 3 années précédentes mais elle remporte tout de même sept titres lors de cette saison : Tokyo, Scottsdale, Eastbourne, Manhattan Beach, Filderstadt, Zurich et Linz. Ce bilan lui permet de terminer la saison en tête du classement mondial pour la 2e fois de sa carrière et de rester dans le Top five pour la 5e année consécutive.

### 2002-2003: les années de galère
2002 est pour elle une année noire puisqu'une blessure au genou l'oblige à subir une opération et la tient éloignée des courts durant la majeure partie de la saison. De plus, elle se sépare de son entraîneur et semble éprouver moins de plaisir à jouer. 2003 est une sorte de période de transition qui la voit se poser beaucoup de questions sur la suite de sa carrière et changer encore une fois d'entraîneur. Elle se marie en avril avec Jon Leach.
Durant ces deux saisons, Lindsay maintient sa place dans l'élite grâce à des performances régulières dans la plupart des tournois où elle s'aligne, sans parvenir à conclure le plus souvent : sur cette période, elle n'ajoutera qu'un seul tournoi à son palmarès, à Tokyo en janvier 2003.

### 2004-2005: le retour au sommet de la hiérarchie
C'est au cœur de l'été 2004 que Lindsay retrouve enfin toutes ses sensations et aligne les victoires comme à sa plus belle époque, notamment grâce à un travail physique effectué pendant l'hiver. En effet, après une 1/2 finale à Wimbledon, elle sera invaincue durant la tournée américaine où elle gagnera quatre tournois consécutivement. Elle est alors la grande favorite de l'US Open, mais elle chute en 1/2 finale face à Svetlana Kuznetsova en grande partie à cause d'une nouvelle blessure, qui s'est déclarée durant le tournoi. Elle conclut malgré tout cette saison à la place de numéro un mondiale grâce notamment à ses deux demi-finales en Grand Chelem et aux sept titres qu'elle a gagné.
Même si elle ne reste pas numéro 1 durant toute la saison 2005, elle termine tout de même celle-ci à la première place mondiale grâce à 2 nouvelles finales en Grand Chelem perdues chaque fois contre une des sœurs Williams (Serena à l'Open d'Australie et Venus à Wimbledon) et à sa régularité au plus haut niveau lors de cette saison, qui lui vaudra d'ajouter six nouveaux titres à son palmarès.

La même année, les journalistes américains de Tennis Magazine l'ont élue au 29e rang des « quarante plus grands champions de tennis de ces quarante dernières années » (hommes et femmes confondus), derrière Ilie Năstase (28e) et devant Arthur Ashe (30e).

### 2006-2008: maternité et retour

Lindsay Davenport à l'Open d'Australie en 2005

En 2006, elle perd définitivement sa première place mondiale après l'Open d'Australie, où elle est battue en quart de finale par Justine Henin. Lors du tournoi de Dubaï en février, elle devient la 8e joueuse seulement à franchir le cap des 700 matchs gagnés. Le reste de sa saison est à nouveau gâché par les blessures puisqu'elle manque deux Majeurs. En septembre, après une défaite en 1/4 de finale contre Amélie Mauresmo à Pékin, elle annonce qu'elle met un terme à sa saison.
Quand son manager Tony Godsick annonce, le 14 décembre, que Lindsay attend un heureux événement pour l'été 2007, nombre d'observateurs du monde du tennis pensent que cette nouvelle signifie la fin de la brillante carrière de la Californienne. Pourtant l'envie du jeu reprend le dessus et peu de temps après son accouchement en juin, elle reprend l'entraînement et annonce en juillet son retour progressif sur le circuit, avec tout d'abord un calendrier réduit en 2007 (participation en double au tournoi de New Haven et 2 à 3 tournois en simple) puis un calendrier plus complet en 2008 avec comme objectif principal une participation aux Jeux olympiques de Pékin.
Le 10 septembre, elle fait sa rentrée en simple lors du tournoi de Bali. Elle l'emporte en quart face à la tête de série numéro 1 et 3e joueuse mondiale, Jelena Janković, avant de s'imposer en finale face à son amie et partenaire de double Daniela Hantuchová (6-4, 3-6, 6-2).
Le 4 novembre, elle décroche son 2e tournoi de l'année en remportant le Challenge Bell de Québec aux dépens de l'Ukrainienne Julia Vakulenko. Alors qu'elle n'a disputé que trois tournois durant cette saison, elle termine malgré tout l'année dans le top 100, à la 72e place.
Dès l'entame 2008, elle enlève aisément le Classic d'Auckland face à Aravane Rezaï. Grâce à ce 54e succès en simple, elle dépasse le total de Monica Seles. Pour son premier tournoi du Grand Chelem depuis l'US Open 2006, elle s'incline dès le 2e tour de l'Open d'Australie face à la future lauréate de l'épreuve, la Russe Maria Sharapova. À Memphis, Davenport réussit le doublé puisqu'elle s'impose en simple face à Olga Govortsova et en double associée à Lisa Raymond. Elle enchaîne ensuite avec un quart de finale à Indian Wells dont une victoire sur Marion Bartoli, 10e joueuse mondiale, un huitième à Miami dont une victoire sur Ana Ivanović, numéro 2 mondiale et une demi-finale à Amelia Island, où elle obtient sa 750e victoire en simple. À Wimbledon, elle doit abandonner avant son match du 2e tour face à Gisela Dulko à cause d'une blessure au genou droit.
Pour ses 3e Jeux olympiques (après Atlanta et Sydney), Lindsay Davenport n'a pas pu disputer le simple à Pékin à cause de sa blessure au genou mais elle s'est alignée en double aux côtés de Liezel Huber. Elles se sont inclinées en quart de finale face aux futures médaillées d'argent, les espagnoles Anabel Medina Garrigues et Virginia Ruano Pascual. À l'US Open, elle s'incline au 3e tour face à Marion Bartoli. C'est à ce jour[Quand ?] le dernier tournoi, qu'elle a joué. En effet, alors qu'elle avait prévu initialement de jouer en 2009, l'annonce le 17 décembre 2008 de sa seconde grossesse a annulé ses projets tennistiques.

### 2010: retour en double
Après presque deux ans d'absence sur le circuit, Lindsay Davenport a fait son retour à Wimbledon en double mixte aux côtés de Bob Bryan, où ils se sont inclinés au second tour. Avec sa compatriote Liezel Huber, elle a disputé le tournoi de Stanford, où elle a remporté le 38e titre de sa carrière ainsi que le Classic de San Diego, où elles ont perdu en quart de finale.

### Trophée des Légendes
En 2011, elle remporte le Trophée des Légendes à Roland Garros et Wimbledon aux côtés de Martina Hingis.

### Vie personnelle
Lindsay Davenport est née à Palos Verdes en Californie dans une famille de sportifs. En effet, son père, Winthrop Davenport, a fait partie de l'équipe américaine de volley-ball aux Jeux olympiques de Mexico en 1968 et sa mère est elle-même présidente de la fédération de volley-ball californienne. Ses deux grandes sœurs, LeAnn et Shannon, ont aussi pratiqué ce sport à un niveau honorable.
Elle s'est mariée le 25 avril 2003 avec Jon Leach, banquier d'affaires et frère du joueur de tennis, Rick Leach. La cérémonie a eu lieu sur une plage à Hawaï. Ils ont quatre enfants ensemble : Jagger Jonathan, né le 10 juin 2007, Lauren Andrus, née le 27 juin 2009, Kaya Emory, née le 16 janvier 2012 et Haven Michelle née le 6 janvier 2014.

## Palmarès

### Titres en simple dames
| No | Date       | Nom et lieu du tournoi                          | Catégorie     | Dotation    | Surface         | Finaliste           | Score           |          |
| -- | ---------- | ----------------------------------------------- | ------------- | ----------- | --------------- | ------------------- | --------------- | -------- |
| 1  | 17-05-1993 | European Open, Lucerne                          | Tier III      | 150 000 $   | Terre (ext.)    | Nicole Provis       | 6-1, 4-6, 6-2   | Parcours |
| 2  | 03-01-1994 | Danone Hard Court Championships, Brisbane       | Tier III      | 150 000 $   | Dur (ext.)      | Florencia Labat     | 6-1, 2-6, 6-3   | Parcours |
| 3  | 16-05-1994 | European Open, Lucerne                          | Tier III      | 150 000 $   | Terre (ext.)    | Lisa Raymond        | 7-6, 6-4        | Parcours |
| 4  | 22-05-1995 | Internationaux de Strasbourg, Strasbourg        | Tier III      | 161 250 $   | Terre (ext.)    | Kimiko Date         | 3-6, 6-1, 6-2   | Parcours |
| 5  | 20-05-1996 | Internationaux de Strasbourg, Strasbourg        | Tier III      | 164 250 $   | Terre (ext.)    | Barbara Paulus      | 6-3, 7-6        | Parcours |
| 6  | 23-07-1996 | Summer Olympics, Atlanta                        | J. olympiques | NC          | Dur (ext.)      | Arantxa Sánchez     | 7-68, 6-2       | Parcours |
| 7  | 12-08-1996 | Acura Classic, Manhattan Beach                  | Tier II       | 450 000 $   | Dur (ext.)      | Anke Huber          | 6-2, 6-3        | Parcours |
| 8  | 17-02-1997 | IGA Tennis Classic, Oklahoma City               | Tier III      | 164 250 $   | Dur (int.)      | Lisa Raymond        | 6-4, 6-2        | Parcours |
| 9  | 07-03-1997 | State Farm Evert Cup, Indian Wells              | Tier I        | 1 250 000 $ | Dur (ext.)      | Irina Spîrlea       | 6-2, 6-1        | Parcours |
| 10 | 07-04-1997 | Bausch & Lomb Championships, Amelia Island      | Tier II       | 450 000 $   | Terre (ext.)    | Mary Pierce         | 6-2, 6-3        | Parcours |
| 11 | 18-08-1997 | US Hard Court Championships, Atlanta            | Tier II       | 450 000 $   | Dur (ext.)      | Sandrine Testud     | 6-4, 6-1        | Parcours |
| 12 | 13-10-1997 | European Indoor Championships, Zurich           | Tier I        | 926 250 $   | Moquette (int.) | Nathalie Tauziat    | 7-6, 7-5        | Parcours |
| 13 | 03-11-1997 | Ameritech Cup, Chicago                          | Tier II       | 450 000 $   | Moquette (int.) | Nathalie Tauziat    | 6-0, 7-5        | Parcours |
| 14 | 02-02-1998 | Toray Pan Pacific Open, Tokyo                   | Tier I        | 926 250 $   | Moquette (int.) | Martina Hingis      | 6-3, 6-3        | Parcours |
| 15 | 27-07-1998 | Bank of the West Classic, Stanford              | Tier II       | 450 000 $   | Dur (ext.)      | Venus Williams      | 6-4, 5-7, 6-4   | Parcours |
| 16 | 03-08-1998 | Toshiba Classic, San Diego                      | Tier II       | 450 000 $   | Dur (ext.)      | Mary Pierce         | 6-3, 6-1        | Parcours |
| 17 | 10-08-1998 | Acura Classic, Los Angeles                      | Tier II       | 450 000 $   | Dur (ext.)      | Martina Hingis      | 4-6, 6-4, 6-3   | Parcours |
| 18 | 31-08-1998 | US Open, Flushing Meadows                       | G. Chelem     | 6 012 000 $ | Dur (ext.)      | Martina Hingis      | 6-3, 7-5        | Parcours |
| 19 | 12-10-1998 | European Swisscom Challenge, Zurich             | Tier I        | 926 250 $   | Moquette (int.) | Venus Williams      | 7-5, 6-3        | Parcours |
| 20 | 11-01-1999 | Adidas International, Sydney                    | Tier II       | 420 000 $   | Dur (ext.)      | Martina Hingis      | 6-4, 6-3        | Parcours |
| 21 | 17-05-1999 | Open Villa de Madrid, Madrid                    | Tier III      | 180 000 $   | Terre (ext.)    | Paola Suárez        | 6-1, 6-3        | Parcours |
| 22 | 21-06-1999 | The Championships, Wimbledon                    | G. Chelem     | 4 732 303 $ | Gazon (ext.)    | Steffi Graf         | 6-4, 7-5        | Parcours |
| 23 | 26-07-1999 | Bank of the West Classic, Stanford              | Tier II       | 520 000 $   | Dur (ext.)      | Venus Williams      | 7-6, 6-2        | Parcours |
| 24 | 20-09-1999 | Toyota Princess Cup, Tokyo                      | Tier II       | 520 000 $   | Dur (ext.)      | Monica Seles        | 7-5, 7-6        | Parcours |
| 25 | 08-11-1999 | Advanta Championships, Philadelphie             | Tier II       | 520 000 $   | Moquette (int.) | Martina Hingis      | 6-3, 6-4        | Parcours |
| 26 | 15-11-1999 | Chase Championships, New York                   | Masters       | 2 000 000 $ | Moquette (int.) | Martina Hingis      | 6-4, 6-2        | Parcours |
| 27 | 17-01-2000 | Australian Open, Melbourne                      | G. Chelem     | 3 544 313 $ | Dur (ext.)      | Martina Hingis      | 6-1, 7-5        | Parcours |
| 28 | 06-03-2000 | Tennis Masters Series, Indian Wells             | Tier I        | 2 000 000 $ | Dur (ext.)      | Martina Hingis      | 4-6, 6-4, 6-0   | Parcours |
| 29 | 16-10-2000 | Generali Open, Linz                             | Tier II       | 535 000 $   | Moquette (int.) | Venus Williams      | 6-4, 3-6, 6-2   | Parcours |
| 30 | 06-11-2000 | Advanta Championships, Philadelphie             | Tier II       | 535 000 $   | Moquette (int.) | Martina Hingis      | 7-67, 6-4       | Parcours |
| 31 | 29-01-2001 | Toray Pan Pacific Open, Tokyo                   | Tier I        | 1 188 000 $ | Moquette (int.) | Martina Hingis      | 6-74, 6-4, 6-2  | Parcours |
| 32 | 26-02-2001 | State Farm Classic, Scottsdale                  | Tier II       | 565 000 $   | Dur (ext.)      | Meghann Shaughnessy | 6-2, 6-3        | Parcours |
| 33 | 18-06-2001 | Britannic Asset Int’l Championships, Eastbourne | Tier II       | 565 000 $   | Gazon (ext.)    | Magüi Serna         | 6-2, 6-0        | Parcours |
| 34 | 06-08-2001 | estyle.com Classic, Manhattan Beach             | Tier II       | 565 000 $   | Dur (ext.)      | Monica Seles        | 6-3, 7-5        | Parcours |
| 35 | 08-10-2001 | Porsche Tennis Grand Prix, Filderstadt          | Tier II       | 565 000 $   | Dur (int.)      | Justine Henin       | 7-5, 6-4        | Parcours |
| 36 | 15-10-2001 | Swisscom Challenge, Zurich                      | Tier I        | 1 185 000 $ | Dur (int.)      | Jelena Dokić        | 6-3, 6-1        | Parcours |
| 37 | 22-10-2001 | Generali Ladies, Linz                           | Tier II       | 565 000 $   | Moquette (int.) | Jelena Dokić        | 6-4, 6-1        | Parcours |
| 38 | 27-01-2003 | Toray Pan Pacific Open, Tokyo                   | Tier I        | 1 300 000 $ | Moquette (int.) | Monica Seles        | 6-76, 6-1, 6-2  | Parcours |
| 39 | 02-02-2004 | Toray Pan Pacific Open, Tokyo                   | Tier I        | 1 300 000 $ | Moquette (int.) | Magdalena Maleeva   | 6-4, 6-1        | Parcours |
| 40 | 05-04-2004 | Bausch & Lomb Championships, Amelia Island      | Tier II       | 585 000 $   | Terre (ext.)    | Amélie Mauresmo     | 6-4, 6-4        | Parcours |
| 41 | 12-07-2004 | Bank of the West Classic, Stanford              | Tier II       | 585 000 $   | Dur (ext.)      | Venus Williams      | 7-64, 5-7, 7-64 | Parcours |
| 42 | 19-07-2004 | JPMorgan Chase Open, Los Angeles                | Tier II       | 585 000 $   | Dur (ext.)      | Serena Williams     | 6-1, 6-3        | Parcours |
| 43 | 26-07-2004 | Acura Classic, San Diego                        | Tier I        | 1 300 000 $ | Dur (ext.)      | Anastasia Myskina   | 6-1, 6-1        | Parcours |
| 44 | 16-08-2004 | Western & Southern Open, Cincinnati             | Tier III      | 170 000 $   | Dur (ext.)      | Vera Zvonareva      | 6-3, 6-2        | Parcours |
| 45 | 04-10-2004 | Porsche Tennis Grand Prix, Filderstadt          | Tier II       | 650 000 $   | Dur (int.)      | Amélie Mauresmo     | 6-2, ab.        | Parcours |
| 46 | 28-02-2005 | Duty Free Women’s Open, Dubaï                   | Tier II       | 1 000 000 $ | Dur (ext.)      | Jelena Janković     | 6-4, 3-6, 6-4   | Parcours |
| 47 | 04-04-2005 | Bausch & Lomb Championships, Amelia Island      | Tier II       | 585 000 $   | Terre (ext.)    | Silvia Farina       | 7-5, 7-5        | Parcours |
| 48 | 22-08-2005 | Pilot Pen Tennis, New Haven                     | Tier II       | 600 000 $   | Dur (ext.)      | Amélie Mauresmo     | 6-4, 6-4        | Parcours |
| 49 | 12-09-2005 | Wismilak International, Bali                    | Tier III      | 225 000 $   | Dur (ext.)      | Francesca Schiavone | 6-2, 6-4        | Parcours |
| 50 | 03-10-2005 | Porsche Tennis Grand Prix, Filderstadt          | Tier II       | 650 000 $   | Dur (int.)      | Amélie Mauresmo     | 6-2, 6-4        | Parcours |
| 51 | 17-10-2005 | Zürich Open, Zurich                             | Tier I        | 1 300 000 $ | Dur (int.)      | Patty Schnyder      | 7-65, 6-3       | Parcours |
| 52 | 10-09-2007 | C. Bank Tennis Classic, Bali                    | Tier III      | 225 000 $   | Dur (ext.)      | Daniela Hantuchová  | 6-4, 3-6, 6-2   | Parcours |
| 53 | 29-10-2007 | Challenge Bell, Québec                          | Tier III      | 175 000 $   | Moquette (int.) | Julia Vakulenko     | 6-4, 6-1        | Parcours |
| 54 | 31-12-2007 | ASB Classic, Auckland                           | Tier IV       | 145 000 $   | Dur (ext.)      | Aravane Rezaï       | 6-2, 6-2        | Parcours |
| 55 | 25-02-2008 | M. Keegan & Cellular South Cup, Memphis         | Tier III      | 175 000 $   | Dur (int.)      | Olga Govortsova     | 6-2, 6-1        | Parcours |

### Finales en simple dames
| No | Date       | Nom et lieu du tournoi                     | Catégorie | Dotation    | Surface         | Vainqueure             | Score                                |          |
| -- | ---------- | ------------------------------------------ | --------- | ----------- | --------------- | ---------------------- | ------------------------------------ | -------- |
| 1  | 14-11-1994 | Virginia Slims Championships, New York     | Masters   | 3 500 000 $ | Moquette (int.) | Gabriela Sabatini      | 6-3, 6-2, 6-4                        | Parcours |
| 2  | 09-01-1995 | Peters NSW Open, Sydney                    | Tier II   | 322 500 $   | Dur (ext.)      | Gabriela Sabatini      | 6-3, 6-4                             | Parcours |
| 3  | 30-01-1995 | Toray Pan Pacific Open, Tokyo              | Tier I    | 806 250 $   | Moquette (int.) | Kimiko Date            | 6-1, 6-2                             | Parcours |
| 4  | 08-01-1996 | Peters Invitational, Sydney                | Tier II   | 342 500 $   | Dur (ext.)      | Monica Seles           | 4-6, 7-6, 6-3                        | Parcours |
| 5  | 04-08-1997 | Acura Classic, Los Angeles                 | Tier II   | 450 000 $   | Dur (ext.)      | Monica Seles           | 5-7, 7-5, 6-4                        | Parcours |
| 6  | 10-11-1997 | Advanta Championships, Philadelphie        | Tier II   | 450 000 $   | Moquette (int.) | Martina Hingis         | 7-5, 6-7, 7-6                        | Parcours |
| 7  | 05-03-1998 | State Farm Evert Cup, Indian Wells         | Tier I    | 1 250 000 $ | Dur (ext.)      | Martina Hingis         | 6-3, 6-4                             | Parcours |
| 8  | 05-10-1998 | Porsche Tennis GP, Filderstadt             | Tier II   | 450 000 $   | Dur (int.)      | Sandrine Testud        | 7-5, 6-3                             | Parcours |
| 9  | 09-11-1998 | Advanta Championships, Philadelphie        | Tier II   | 450 000 $   | Moquette (int.) | Steffi Graf            | 4-6, 6-3, 6-4                        | Parcours |
| 10 | 16-11-1998 | Chase Championships, New York              | Masters   | 2 000 000 $ | Moquette (int.) | Martina Hingis         | 7-5, 6-4, 4-6, 6-2                   | Parcours |
| 11 | 23-08-1999 | Pilot Pen, New Haven                       | Tier II   | 520 000 $   | Dur (ext.)      | Venus Williams         | 6-2, 7-5                             | Parcours |
| 12 | 10-01-2000 | Adidas International, Sydney               | Tier II   | 460 000 $   | Dur (ext.)      | Amélie Mauresmo        | 7-62, 6-4                            | Parcours |
| 13 | 28-02-2000 | State Farm Classic, Scottsdale             | Tier II   | 535 000 $   | Dur (ext.)      | Aucune                 | finale annulée face à Martina Hingis | Parcours |
| 14 | 20-03-2000 | Ericsson Open, Miami                       | Tier I    | 2 525 000 $ | Dur (ext.)      | Martina Hingis         | 6-3, 6-2                             | Parcours |
| 15 | 26-06-2000 | The Championships, Wimbledon               | G. Chelem | 5 235 332 $ | Gazon (ext.)    | Venus Williams         | 6-3, 7-6                             | Parcours |
| 16 | 24-07-2000 | Bank of the West Classic, Stanford         | Tier II   | 535 000 $   | Dur (ext.)      | Venus Williams         | 6-1, 6-4                             | Parcours |
| 17 | 07-08-2000 | estyle.com Classic, Los Angeles            | Tier II   | 535 000 $   | Dur (ext.)      | Serena Williams        | 4-6, 6-4, 7-61                       | Parcours |
| 18 | 28-08-2000 | US Open, Flushing Meadows                  | G. Chelem | 6 467 000 $ | Dur (ext.)      | Venus Williams         | 6-4, 7-5                             | Parcours |
| 19 | 09-10-2000 | Swisscom Challenge, Zurich                 | Tier I    | 1 080 000 $ | Dur (int.)      | Martina Hingis         | 6-4, 4-6, 7-5                        | Parcours |
| 20 | 08-01-2001 | Adidas International, Sydney               | Tier II   | 515 000 $   | Dur (ext.)      | Martina Hingis         | 6-3, 4-6, 7-5                        | Parcours |
| 21 | 23-07-2001 | Bank of the West Classic, Stanford         | Tier II   | 565 000 $   | Dur (ext.)      | Kim Clijsters          | 6-4, 6-75, 6-1                       | Parcours |
| 22 | 20-08-2001 | Pilot Pen Tennis, New Haven                | Tier II   | 565 000 $   | Dur (ext.)      | Venus Williams         | 7-66, 6-4                            | Parcours |
| 23 | 29-10-2001 | Sanex Championships, Munich                | Masters   | 3 000 000 $ | Dur (int.)      | Serena Williams        | Forfait                              | Parcours |
| 24 | 05-08-2002 | JPMorgan Chase Open, Los Angeles           | Tier II   | 585 000 $   | Dur (ext.)      | Chanda Rubin           | 5-7, 7-65, 6-3                       | Parcours |
| 25 | 19-08-2002 | Pilot Pen Tennis, New Haven                | Tier II   | 585 000 $   | Dur (ext.)      | Venus Williams         | 7-5, 6-0                             | Parcours |
| 26 | 30-09-2002 | Kremlin Cup, Moscou                        | Tier I    | 1 224 000 $ | Moquette (int.) | Magdalena Maleeva      | 5-7, 6-3, 7-64                       | Parcours |
| 27 | 14-10-2002 | Swisscom Challenge, Zurich                 | Tier I    | 1 224 000 $ | Dur (int.)      | Patty Schnyder         | 6-75, 7-68, 6-3                      | Parcours |
| 28 | 06-01-2003 | Adidas International, Sydney               | Tier II   | 585 000 $   | Dur (ext.)      | Kim Clijsters          | 6-4, 6-3                             | Parcours |
| 29 | 03-03-2003 | Pacific Life Open, Indian Wells            | Tier I    | 2 100 000 $ | Dur (ext.)      | Kim Clijsters          | 6-4, 7-5                             | Parcours |
| 30 | 14-04-2003 | Bausch & Lomb Championships, Amelia Island | Tier II   | 585 000 $   | Terre (ext.)    | Elena Dementieva       | 4-6, 7-5, 6-3                        | Parcours |
| 31 | 04-08-2003 | JPMorgan Chase Open by Audi, Los Angeles   | Tier II   | 635 000 $   | Dur (ext.)      | Kim Clijsters          | 6-1, 3-6, 6-1                        | Parcours |
| 32 | 18-08-2003 | Pilot Pen Tennis by Michelob, New Haven    | Tier II   | 625 000 $   | Dur (ext.)      | Jennifer Capriati      | 6-2, 4-0, ab.                        | Parcours |
| 33 | 08-03-2004 | Pacific Life Open, Indian Wells            | Tier I    | 2 100 000 $ | Dur (ext.)      | Justine Henin Hardenne | 6-1, 6-4                             | Parcours |
| 34 | 17-05-2004 | Internationaux de Strasbourg, Strasbourg   | Tier III  | 170 000 $   | Terre (ext.)    | Claudine Schaul        | 2-6, 6-0, 6-3                        | Parcours |
| 35 | 17-01-2005 | Australian Open, Melbourne                 | G. Chelem | 5 952 601 $ | Dur (ext.)      | Serena Williams        | 2-6, 6-3, 6-0                        | Parcours |
| 36 | 31-01-2005 | Toray Pan Pacific Open, Tokyo              | Tier I    | 1 300 000 $ | Moquette (int.) | Maria Sharapova        | 6-1, 3-6, 7-65                       | Parcours |
| 37 | 07-03-2005 | Pacific Life Open, Indian Wells            | Tier I    | 2 100 000 $ | Dur (ext.)      | Kim Clijsters          | 6-4, 4-6, 6-2                        | Parcours |
| 38 | 20-06-2005 | The Championships, Wimbledon               | G. Chelem | 7 285 286 $ | Gazon (ext.)    | Venus Williams         | 4-6, 7-64, 9-7                       | Parcours |
| 39 | 22-08-2006 | Pilot Pen Tennis, New Haven                | Tier II   | 600 000 $   | Dur (ext.)      | Justine Henin Hardenne | 6-0, 1-0, ab.                        | Parcours |

### Titres en double dames
| No | Date       | Nom et lieu du tournoi                         | Catégorie | Dotation    | Surface         | Partenaire         | Finalistes                          | Score             |          |
| -- | ---------- | ---------------------------------------------- | --------- | ----------- | --------------- | ------------------ | ----------------------------------- | ----------------- | -------- |
| 1  | 21-02-1994 | The Evert Cup Indian Wells                     | Tier II   | 400 000 $   | Dur (ext.)      | Lisa Raymond       | Manon Bollegraf Helena Suková       | 6-2, 6-4          | Parcours |
| 2  | 31-10-1994 | Bank of the West Classic Oakland               | Tier II   | 400 000 $   | Moquette (int.) | Arantxa Sánchez    | Gigi Fernández Martina Navrátilová  | 7-5, 6-4          | Parcours |
| 3  | 09-01-1995 | Peters NSW Open Sydney                         | Tier II   | 322 500 $   | Dur (ext.)      | Jana Novotná       | Patty Fendick Mary Joe Fernández    | 7-5, 2-6, 6-4     | Parcours |
| 4  | 27-02-1995 | State Farm Evert Cup Indian Wells              | Tier II   | 430 000 $   | Dur (ext.)      | Lisa Raymond       | Larisa Neiland Arantxa Sánchez      | 2-6, 6-4, 6-3     | Parcours |
| 5  | 22-05-1995 | Internationaux de Strasbourg Strasbourg        | Tier III  | 161 250 $   | Terre (ext.)    | Mary Joe Fernández | Sabine Appelmans Miriam Oremans     | 6-2, 6-3          | Parcours |
| 6  | 18-09-1995 | Nichirei International Championships Tokyo     | Tier II   | 430 000 $   | Dur (ext.)      | Mary Joe Fernández | Amanda Coetzer Linda Wild           | 6-3, 6-2          | Parcours |
| 7  | 08-01-1996 | Peters Invitational Sydney                     | Tier II   | 342 500 $   | Dur (ext.)      | Mary Joe Fernández | Lori McNeil Helena Suková           | 6-3, 6-3          | Parcours |
| 8  | 27-05-1996 | Roland-Garros Paris                            | G. Chelem | 4 456 343 $ | Terre (ext.)    | Mary Joe Fernández | Gigi Fernández Natasha Zvereva      | 6-2, 6-1          | Parcours |
| 9  | 12-08-1996 | Acura Classic Manhattan Beach                  | Tier II   | 450 000 $   | Dur (ext.)      | Natasha Zvereva    | Amy Frazier Kimberly Po             | 6-1, 6-4          | Parcours |
| 10 | 04-11-1996 | Bank of the West Classic Oakland               | Tier II   | 450 000 $   | Moquette (int.) | Mary Joe Fernández | Irina Spîrlea Nathalie Tauziat      | 6-1, 6-3          | Parcours |
| 11 | 18-11-1996 | Chase Championships New York                   | Masters   | 2 000 000 $ | Moquette (int.) | Mary Joe Fernández | Jana Novotná Arantxa Sánchez        | 6-3, 6-2          | Parcours |
| 12 | 27-01-1997 | Toray Pan Pacific Open Tokyo                   | Tier I    | 926 250 $   | Moquette (int.) | Natasha Zvereva    | Gigi Fernández Martina Hingis       | 6-4, 6-3          | Parcours |
| 13 | 07-03-1997 | State Farm Evert Cup Indian Wells              | Tier I    | 1 250 000 $ | Dur (ext.)      | Natasha Zvereva    | Lisa Raymond Nathalie Tauziat       | 6-3, 6-2          | Parcours |
| 14 | 07-04-1997 | Bausch & Lomb Championships Amelia Island      | Tier II   | 450 000 $   | Terre (ext.)    | Jana Novotná       | Nicole Arendt Manon Bollegraf       | 6-3, 6-0          | Parcours |
| 15 | 12-05-1997 | German Open Berlin                             | Tier I    | 926 250 $   | Terre (ext.)    | Jana Novotná       | Gigi Fernández Natasha Zvereva      | 6-2, 3-6, 6-2     | Parcours |
| 16 | 21-07-1997 | Bank of the West Classic Stanford              | Tier II   | 450 000 $   | Dur (ext.)      | Martina Hingis     | Conchita Martínez Patricia Tarabini | 6-1, 6-3          | Parcours |
| 17 | 25-08-1997 | US Open Flushing Meadows                       | G. Chelem | 4 976 000 $ | Dur (ext.)      | Jana Novotná       | Gigi Fernández Natasha Zvereva      | 6-3, 6-4          | Parcours |
| 18 | 17-11-1997 | Chase Championships New York                   | Masters   | 2 000 000 $ | Moquette (int.) | Jana Novotná       | Alexandra Fusai Nathalie Tauziat    | 6-7, 6-3, 6-2     | Parcours |
| 19 | 05-03-1998 | State Farm Evert Cup Indian Wells              | Tier I    | 1 250 000 $ | Dur (ext.)      | Natasha Zvereva    | Alexandra Fusai Nathalie Tauziat    | 6-4, 2-6, 6-4     | Parcours |
| 20 | 11-05-1998 | German Open Berlin                             | Tier I    | 926 250 $   | Terre (ext.)    | Natasha Zvereva    | Alexandra Fusai Nathalie Tauziat    | 6-3, 6-0          | Parcours |
| 21 | 27-07-1998 | Bank of the West Classic Stanford              | Tier II   | 450 000 $   | Dur (ext.)      | Natasha Zvereva    | Larisa Neiland Elena Tatarkova      | 6-4, 6-4          | Parcours |
| 22 | 03-08-1998 | Toshiba Classic San Diego                      | Tier II   | 450 000 $   | Dur (ext.)      | Natasha Zvereva    | Alexandra Fusai Nathalie Tauziat    | 6-2, 6-1          | Parcours |
| 23 | 05-10-1998 | Porsche Tennis GP Filderstadt                  | Tier II   | 450 000 $   | Dur (int.)      | Natasha Zvereva    | Anna Kournikova Arantxa Sánchez     | 6-4, 6-2          | Parcours |
| 24 | 16-11-1998 | Chase Championships New York                   | Masters   | 2 000 000 $ | Moquette (int.) | Natasha Zvereva    | Alexandra Fusai Nathalie Tauziat    | 6-7, 7-5, 6-3     | Parcours |
| 25 | 01-02-1999 | Toray Pan Pacific Open Tokyo                   | Tier I    | 1 000 000 $ | Moquette (int.) | Natasha Zvereva    | Martina Hingis Jana Novotná         | 6-2, 6-3          | Parcours |
| 26 | 21-06-1999 | The Championships Wimbledon                    | G. Chelem | 4 732 303 $ | Gazon (ext.)    | Corina Morariu     | Mariaan de Swardt Elena Tatarkova   | 6-4, 6-4          | Parcours |
| 27 | 26-07-1999 | Bank of the West Classic Stanford              | Tier II   | 520 000 $   | Dur (ext.)      | Corina Morariu     | Anna Kournikova Elena Likhovtseva   | 6-4, 6-4          | Parcours |
| 28 | 02-08-1999 | TIG Tennis Classic San Diego                   | Tier II   | 520 000 $   | Dur (ext.)      | Corina Morariu     | Serena Williams Venus Williams      | 6-4, 6-1          | Parcours |
| 29 | 06-03-2000 | Tennis Masters Series Indian Wells             | Tier I    | 2 000 000 $ | Dur (ext.)      | Corina Morariu     | Anna Kournikova Natasha Zvereva     | 6-2, 6-3          | Parcours |
| 30 | 08-10-2001 | Porsche Tennis Grand Prix Filderstadt          | Tier II   | 565 000 $   | Dur (int.)      | Lisa Raymond       | Justine Henin Meghann Shaughnessy   | 6-4, 6-74, 7-5    | Parcours |
| 31 | 15-10-2001 | Swisscom Challenge Zurich                      | Tier I    | 1 185 000 $ | Dur (int.)      | Lisa Raymond       | Sandrine Testud Roberta Vinci       | 6-3, 2-6, 6-2     | Parcours |
| 32 | 07-10-2002 | Porsche Grand Prix Filderstadt                 | Tier II   | 625 000 $   | Dur (int.)      | Lisa Raymond       | Meghann Shaughnessy Paola Suárez    | 6-2, 6-4          | Parcours |
| 33 | 03-03-2003 | Pacific Life Open Indian Wells                 | Tier I    | 2 100 000 $ | Dur (ext.)      | Lisa Raymond       | Kim Clijsters Ai Sugiyama           | 3-6, 6-4, 6-1     | Parcours |
| 34 | 14-04-2003 | Bausch & Lomb Championships Amelia Island      | Tier II   | 585 000 $   | Terre (ext.)    | Lisa Raymond       | Virginia Ruano Pascual Paola Suárez | 7-5, 6-2          | Parcours |
| 35 | 16-06-2003 | Hastings Direct Int’l Championships Eastbourne | Tier II   | 585 000 $   | Gazon (ext.)    | Lisa Raymond       | Jennifer Capriati Magüi Serna       | 6-3, 6-2          | Parcours |
| 36 | 11-09-2006 | Wismilak International Bali                    | Tier III  | 225 000 $   | Dur (ext.)      | Corina Morariu     | Natalie Grandin Trudi Musgrave      | 6-3, 6-4          | Parcours |
| 37 | 25-02-2008 | M. Keegan & Cellular South Cup Memphis         | Tier III  | 175 000 $   | Dur (int.)      | Lisa Raymond       | Angela Haynes Mashona Washington    | 6-3, 6-1          | Parcours |
| 38 | 26-07-2010 | Bank of the West Classic Stanford              | Premier   | 700 000 $   | Dur (ext.)      | Liezel Huber       | Chan Yung-Jan Zheng Jie             | 7-5, 6-78, [10-8] | Parcours |

### Finales en double dames
| No | Date       | Nom et lieu du tournoi             | Catégorie | Dotation    | Surface         | Vainqueures                        | Partenaire         | Score          |          |
| -- | ---------- | ---------------------------------- | --------- | ----------- | --------------- | ---------------------------------- | ------------------ | -------------- | -------- |
| 1  | 17-05-1993 | European Open Lucerne              | Tier III  | 150 000 $   | Terre (ext.)    | Mary Joe Fernández Helena Suková   | Marianne Werdel    | 6-2, 6-4       | Parcours |
| 2  | 23-05-1994 | Roland-Garros Paris                | G. Chelem | 3 561 928 $ | Terre (ext.)    | Gigi Fernández Natasha Zvereva     | Lisa Raymond       | 6-2, 6-2       | Parcours |
| 3  | 30-01-1995 | Toray Pan Pacific Open Tokyo       | Tier I    | 806 250 $   | Moquette (int.) | Gigi Fernández Natasha Zvereva     | Rennae Stubbs      | 6-0, 6-3       | Parcours |
| 4  | 15-01-1996 | Ford Australian Open Melbourne     | G. Chelem | 3 970 600 $ | Dur (ext.)      | Chanda Rubin Arantxa Sánchez       | Mary Joe Fernández | 7-5, 2-6, 6-4  | Parcours |
| 5  | 06-01-1997 | Sydney International Sydney        | Tier II   | 342 500 $   | Dur (ext.)      | Gigi Fernández Arantxa Sánchez     | Natasha Zvereva    | 6-3, 6-1       | Parcours |
| 6  | 13-01-1997 | Ford Australian Open Melbourne     | G. Chelem | 4 058 100 $ | Dur (ext.)      | Martina Hingis Natasha Zvereva     | Lisa Raymond       | 6-2, 6-2       | Parcours |
| 7  | 31-03-1997 | Family Circle Mag. Cup Hilton Head | Tier I    | 926 250 $   | Terre (ext.)    | Mary Joe Fernández Martina Hingis  | Jana Novotná       | 7-5, 4-6, 6-1  | Parcours |
| 8  | 06-10-1997 | Porsche Tennis GP Filderstadt      | Tier II   | 450 000 $   | Dur (int.)      | Martina Hingis Arantxa Sánchez     | Jana Novotná       | 7-6, 3-6, 7-6  | Parcours |
| 9  | 03-11-1997 | Ameritech Cup Chicago              | Tier II   | 450 000 $   | Moquette (int.) | Alexandra Fusai Nathalie Tauziat   | Monica Seles       | 6-3, 6-2       | Parcours |
| 10 | 10-11-1997 | Advanta Championships Philadelphie | Tier II   | 450 000 $   | Moquette (int.) | Lisa Raymond Rennae Stubbs         | Jana Novotná       | 6-3, 7-5       | Parcours |
| 11 | 19-01-1998 | Australian Open Melbourne          | G. Chelem | 4 058 100 $ | Dur (ext.)      | Martina Hingis Mirjana Lučić       | Natasha Zvereva    | 6-4, 2-6, 6-3  | Parcours |
| 12 | 02-02-1998 | Toray Pan Pacific Open Tokyo       | Tier I    | 926 250 $   | Moquette (int.) | Martina Hingis Mirjana Lučić       | Natasha Zvereva    | 7-5, 6-4       | Parcours |
| 13 | 25-05-1998 | Roland-Garros Paris                | G. Chelem | 4 105 011 $ | Terre (ext.)    | Martina Hingis Jana Novotná        | Natasha Zvereva    | 6-1, 7-64      | Parcours |
| 14 | 22-06-1998 | The Championships Wimbledon        | G. Chelem | 4 404 163 $ | Gazon (ext.)    | Martina Hingis Jana Novotná        | Natasha Zvereva    | 6-3, 3-6, 8-6  | Parcours |
| 15 | 31-08-1998 | US Open Flushing Meadows           | G. Chelem | 6 012 000 $ | Dur (ext.)      | Martina Hingis Jana Novotná        | Natasha Zvereva    | 6-3, 6-3       | Parcours |
| 16 | 18-01-1999 | Australian Open Melbourne          | G. Chelem | 3 040 620 $ | Dur (ext.)      | Martina Hingis Anna Kournikova     | Natasha Zvereva    | 7-5, 6-3       | Parcours |
| 17 | 31-07-2000 | Acura Classic San Diego            | Tier II   | 535 000 $   | Dur (ext.)      | Lisa Raymond Rennae Stubbs         | Anna Kournikova    | 4-6, 6-3, 7-66 | Parcours |
| 18 | 15-01-2001 | Australian Open Melbourne          | G. Chelem | 3 569 290 $ | Dur (ext.)      | Serena Williams Venus Williams     | Corina Morariu     | 6-2, 4-6, 6-4  | Parcours |
| 19 | 27-01-2003 | Toray Pan Pacific Open Tokyo       | Tier I    | 1 300 000 $ | Moquette (int.) | Elena Bovina Rennae Stubbs         | Lisa Raymond       | 6-3, 6-4       | Parcours |
| 20 | 24-02-2003 | State Farm Classic Scottsdale      | Tier II   | 585 000 $   | Dur (ext.)      | Kim Clijsters Ai Sugiyama          | Lisa Raymond       | 6-1, 6-4       | Parcours |
| 21 | 28-07-2003 | Acura Classic San Diego            | Tier II   | 1 000 000 $ | Dur (ext.)      | Kim Clijsters Ai Sugiyama          | Lisa Raymond       | 6-4, 7-5       | Parcours |
| 22 | 17-01-2005 | Australian Open Melbourne          | G. Chelem | 5 952 601 $ | Dur (ext.)      | Svetlana Kuznetsova Alicia Molik   | Corina Morariu     | 6-3, 6-4       | Parcours |
| 23 | 31-01-2005 | Toray Pan Pacific Open Tokyo       | Tier I    | 1 300 000 $ | Moquette (int.) | Janette Husárová Elena Likhovtseva | Corina Morariu     | 6-4, 6-3       | Parcours |

### Titre double mixte
| No | Date       | Nom et lieu du tournoi       | Catégorie | Dotation      | Surface    | Partenaire  | Finalistes                      | Score        |          |
| -- | ---------- | ---------------------------- | --------- | ------------- | ---------- | ----------- | ------------------------------- | ------------ | -------- |
| 1  | 03-01-2004 | Hyundai Hopman Cup XVI Perth | ITF       | 1 000 000 AU$ | Dur (int.) | James Blake | Daniela Hantuchová Karol Kučera | 2 matchs à 1 | Parcours |

## Parcours en Grand Chelem

### En simple dames
| Année | Open d'Australie | Open d'Australie  | Internationaux de France | Internationaux de France | Wimbledon      | Wimbledon          | US Open         | US Open             |
| ----- | ---------------- | ----------------- | ------------------------ | ------------------------ | -------------- | ------------------ | --------------- | ------------------- |
| 1991  | -                | -                 | -                        | -                        | -              | -                  | 1er tour (1/64) | Debbie Graham       |
| 1992  | -                | -                 | -                        | -                        | -              | -                  | 2e tour (1/32)  | Arantxa Sánchez     |
| 1993  | 3e tour (1/16)   | Mary Pierce       | 1er tour (1/64)          | Judith Wiesner           | 3e tour (1/16) | Nathalie Tauziat   | 4e tour (1/8)   | Gabriela Sabatini   |
| 1994  | 1/4 de finale    | Steffi Graf       | 3e tour (1/16)           | Julie Halard             | 1/4 de finale  | Conchita Martínez  | 3e tour (1/16)  | Mana Endo           |
| 1995  | 1/4 de finale    | Conchita Martínez | 4e tour (1/8)            | Kimiko Date              | 4e tour (1/8)  | Mary Joe Fernández | 2e tour (1/32)  | Zina Garrison       |
| 1996  | 4e tour (1/8)    | Conchita Martínez | 1/4 de finale            | Conchita Martínez        | 2e tour (1/32) | Larisa Neiland     | 4e tour (1/8)   | Linda Wild          |
| 1997  | 4e tour (1/8)    | Kimberly Po       | 4e tour (1/8)            | Iva Majoli               | 2e tour (1/32) | Denisa Chládková   | 1/2 finale      | Martina Hingis      |
| 1998  | 1/2 finale       | Conchita Martínez | 1/2 finale               | Arantxa Sánchez          | 1/4 de finale  | Nathalie Tauziat   | Victoire        | Martina Hingis      |
| 1999  | 1/2 finale       | Amélie Mauresmo   | 1/4 de finale            | Steffi Graf              | Victoire       | Steffi Graf        | 1/2 finale      | Serena Williams     |
| 2000  | Victoire         | Martina Hingis    | 1er tour (1/64)          | Dominique Monami         | Finale         | Venus Williams     | Finale          | Venus Williams      |
| 2001  | 1/2 finale       | Jennifer Capriati | -                        | -                        | 1/2 finale     | Venus Williams     | 1/4 de finale   | Serena Williams     |
| 2002  | -                | -                 | -                        | -                        | -              | -                  | 1/2 finale      | Serena Williams     |
| 2003  | 4e tour (1/8)    | Justine Henin     | 4e tour (1/8)            | Conchita Martínez        | 1/4 de finale  | Venus Williams     | 1/2 finale      | Kim Clijsters       |
| 2004  | 1/4 de finale    | Justine Henin     | 4e tour (1/8)            | Elena Dementieva         | 1/2 finale     | Maria Sharapova    | 1/2 finale      | Svetlana Kuznetsova |
| 2005  | Finale           | Serena Williams   | 1/4 de finale            | Mary Pierce              | Finale         | Venus Williams     | 1/4 de finale   | Elena Dementieva    |
| 2006  | 1/4 de finale    | Justine Henin     | -                        | -                        | -              | -                  | 1/4 de finale   | Justine Henin       |
| 2008  | 2e tour (1/32)   | Maria Sharapova   | -                        | -                        | 2e tour (1/32) | Gisela Dulko       | 3e tour (1/16)  | Marion Bartoli      |

À droite du résultat, l’ultime adversaire.

### En double dames
| Année | Open d'Australie            | Open d'Australie            | Internationaux de France   | Internationaux de France  | Wimbledon                    | Wimbledon                  | US Open                       | US Open                   |
| ----- | --------------------------- | --------------------------- | -------------------------- | ------------------------- | ---------------------------- | -------------------------- | ----------------------------- | ------------------------- |
| 1991  | -                           | -                           | -                          | -                         | -                            | -                          | 1er tour (1/32) Nicole London | Eva Pfaff C. Porwik       |
| 1992  | -                           | -                           | -                          | -                         | -                            | -                          | 1er tour (1/32) Chanda Rubin  | C. MacGregor Kimberly Po  |
| 1993  | 3e tour (1/8) Chanda Rubin  | L. Neiland Jana Novotná     | 1er tour (1/32) M. Werdel  | S. Stafford A. Temesvári  | 2e tour (1/16) Chanda Rubin  | MJ Fernández Zina Garrison | 1er tour (1/32) M. Werdel     | S. Cecchini P. Tarabini   |
| 1994  | 3e tour (1/8) Lisa Raymond  | MJ Fernández Zina Garrison  | Finale Lisa Raymond        | G. Fernández N. Zvereva   | 3e tour (1/8) Lisa Raymond   | Linda Wild Chanda Rubin    | 1/4 de finale Lisa Raymond    | Jana Novotná A. Sánchez   |
| 1995  | 1/2 finale Lisa Raymond     | G. Fernández N. Zvereva     | 1/2 finale Nicole Arendt   | Jana Novotná A. Sánchez   | 1er tour (1/32) Lisa Raymond | Amy Frazier Kimberly Po    | 3e tour (1/8) Lisa Raymond    | Lori McNeil Helena Suková |
| 1996  | Finale MJ Fernández         | Chanda Rubin A. Sánchez     | Victoire MJ Fernández      | G. Fernández N. Zvereva   | 1/4 de finale MJ Fernández   | E. Smylie Linda Wild       | -                             | -                         |
| 1997  | Finale Lisa Raymond         | M. Hingis N. Zvereva        | 3e tour (1/8) Jana Novotná | C. Martínez P. Tarabini   | 1/4 de finale Jana Novotná   | S. Appelmans M. Oremans    | Victoire Jana Novotná         | G. Fernández N. Zvereva   |
| 1998  | Finale N. Zvereva           | M. Hingis Mirjana Lučić     | Finale N. Zvereva          | M. Hingis Jana Novotná    | Finale N. Zvereva            | M. Hingis Jana Novotná     | Finale N. Zvereva             | M. Hingis Jana Novotná    |
| 1999  | Finale N. Zvereva           | M. Hingis A. Kournikova     | 1/2 finale Mary Pierce     | S. Williams V. Williams   | Victoire C. Morariu          | M. de Swardt E. Tatarkova  | 1/4 de finale C. Morariu      | Chanda Rubin S. Testud    |
| 2000  | 1/2 finale C. Morariu       | M. Hingis Mary Pierce       | -                          | -                         | -                            | -                          | -                             | -                         |
| 2001  | Finale C. Morariu           | S. Williams V. Williams     | -                          | -                         | -                            | -                          | -                             | -                         |
| 2003  | 1/2 finale Lisa Raymond     | S. Williams V. Williams     | 3e tour (1/8) Lisa Raymond | Elena Bovina Alicia Molik | 1/2 finale Lisa Raymond      | Kim Clijsters Ai Sugiyama  | -                             | -                         |
| 2004  | 3e tour (1/8) C. Morariu    | Maret Ani L. Průšová        | -                          | -                         | -                            | -                          | -                             | -                         |
| 2005  | Finale C. Morariu           | S. Kuznetsova Alicia Molik  | -                          | -                         | 2e tour (1/16) C. Morariu    | M. Bartoli M. Sequera      | -                             | -                         |
| 2008  | 3e tour (1/8) D. Hantuchová | A. Bondarenko K. Bondarenko | -                          | -                         | -                            | -                          | 3e tour (1/8) D. Hantuchová   | K. Srebotnik Ai Sugiyama  |

Sous le résultat, la partenaire ; à droite, l’ultime équipe adverse.

### En double mixte
| Année | Open d'Australie            | Open d'Australie           | Internationaux de France | Internationaux de France | Wimbledon                    | Wimbledon                   | US Open                  | US Open                   |
| ----- | --------------------------- | -------------------------- | ------------------------ | ------------------------ | ---------------------------- | --------------------------- | ------------------------ | ------------------------- |
| 1992  | -                           | -                          | -                        | -                        | -                            | -                           | 2e tour (1/8) Brian Dunn | Helena Suková Tom Nijssen |
| 1993  | -                           | -                          | -                        | -                        | 2e tour (1/16) Scott Davis   | A. Sánchez T. Woodbridge    | -                        | -                         |
| 1994  | 1er tour (1/16) Luke Jensen | MJ Fernández Sandon Stolle | -                        | -                        | 1/2 finale Grant Connell     | Helena Suková T. Woodbridge | -                        | -                         |
| 1995  | 1/2 finale Grant Connell    | G. Fernández Cyril Suk     | -                        | -                        | 1/2 finale Grant Connell     | G. Fernández Cyril Suk      | -                        | -                         |
| 1996  | -                           | -                          | -                        | -                        | 1/2 finale Grant Connell     | Helena Suková Cyril Suk     | -                        | -                         |
| 1997  | 2e tour (1/8) Grant Connell | Irina Spîrlea D. Johnson   | -                        | -                        | 1/2 finale Grant Connell     | Helena Suková Cyril Suk     | -                        | -                         |
| 1998  | -                           | -                          | -                        | -                        | 2e tour (1/16) Brian MacPhie | S. Williams Max Mirnyi      | 2e tour (1/8) J. Gambill | S. Williams Max Mirnyi    |
| 1999  | -                           | -                          | -                        | -                        | 3e tour (1/8) T. Woodbridge  | Steffi Graf John McEnroe    | -                        | -                         |
| 2004  | -                           | -                          | -                        | -                        | 1/2 finale Bob Bryan         | Cara Black Wayne Black      | -                        | -                         |
| 2010  | -                           | -                          | -                        | -                        | 2e tour (1/16) Bob Bryan     | B. Mattek Daniel Nestor     | -                        | -                         |

Sous le résultat, le partenaire ; à droite, l’ultime équipe adverse.

## Parcours aux Masters

### En simple dames
| #  | Date       | Nom de l'édition                          | ($)       | Surface         | Résultat               | Ultime adversaire  | Score              |          |
| -- | ---------- | ----------------------------------------- | --------- | --------------- | ---------------------- | ------------------ | ------------------ | -------- |
| 1  | 14/11/1994 | Virginia Slims Championships New York     | 3 500 000 | Moquette (int.) | Finale                 | Gabriela Sabatini  | 6-3, 6-2, 6-4      | Parcours |
| 2  | 13/11/1995 | WTA Tour Championships New York           | 2 000 000 | Moquette (int.) | 1er tour (1/8)         | Gabriela Sabatini  | 6-4, 6-3           | Parcours |
| 3  | 18/11/1996 | Chase Championships New York              | 2 000 000 | Moquette (int.) | 1/4 de finale          | Steffi Graf        | 6-4, 7-6           | Parcours |
| 4  | 17/11/1997 | Chase Championships New York              | 2 000 000 | Moquette (int.) | 1er tour (1/8)         | Mary Joe Fernández | 2-6, 6-4, 7-6      | Parcours |
| 5  | 16/11/1998 | Chase Championships New York              | 2 000 000 | Moquette (int.) | Finale                 | Martina Hingis     | 7-5, 6-4, 4-6, 6-2 | Parcours |
| 6  | 15/11/1999 | Chase Championships New York              | 2 000 000 | Moquette (int.) | Victoire               | Martina Hingis     | 6-4, 6-2           | Parcours |
| 7  | 13/11/2000 | Chase Championships New York              | 2 000 000 | Moquette (int.) | 1er tour (1/8)         | Elena Dementieva   | 3-6, 7-67, 6-4     | Parcours |
| 8  | 29/10/2001 | Sanex Championships Munich                | 3 000 000 | Dur (int.)      | Finale                 | Serena Williams    | Forfait            | Parcours |
| 9  | 04/11/2002 | Home Depot Championships Los Angeles      | 3 000 000 | Dur (int.)      | 1er tour (1/8)         | Monica Seles       | 3-6, 7-66, 6-3     | Parcours |
| 10 | 08/11/2004 | Tour Championships by Porsche Los Angeles | 3 000 000 | Dur (int.)      | Round Robin (victoire) | Elena Dementieva   | 6-0, 6-1           | Parcours |
| 10 | 08/11/2004 | Tour Championships by Porsche Los Angeles | 3 000 000 | Dur (int.)      | Round Robin (défaite)  | Anastasia Myskina  | 7-65, 6-4          | Parcours |
| 10 | 08/11/2004 | Tour Championships by Porsche Los Angeles | 3 000 000 | Dur (int.)      | Round Robin (victoire) | Serena Williams    | 3-6, 7-5, 6-1      | Parcours |
| 11 | 07/11/2005 | Tour Championships by Porsche Los Angeles | 3 000 000 | Dur (int.)      | 1/2 finale             | Mary Pierce        | 7-65, 7-66         | Parcours |

### En double dames
| # | Date       | Nom de l'édition                      | ($)       | Surface         | Résultat      | Partenaire         | Ultimes adversaires              | Score         |          |
| - | ---------- | ------------------------------------- | --------- | --------------- | ------------- | ------------------ | -------------------------------- | ------------- | -------- |
| 1 | 14/11/1994 | Virginia Slims Championships New York | 3 500 000 | Moquette (int.) | 1/4 de finale | Lisa Raymond       | Jana Novotná Arantxa Sánchez     | 6-2, 6-2      | Parcours |
| 2 | 18/11/1996 | Chase Championships New York          | 2 000 000 | Moquette (int.) | Victoire      | Mary Joe Fernández | Jana Novotná Arantxa Sánchez     | 6-3, 6-2      | Parcours |
| 3 | 17/11/1997 | Chase Championships New York          | 2 000 000 | Moquette (int.) | Victoire      | Jana Novotná       | Alexandra Fusai Nathalie Tauziat | 6-7, 6-3, 6-2 | Parcours |
| 4 | 16/11/1998 | Chase Championships New York          | 2 000 000 | Moquette (int.) | Victoire      | Natasha Zvereva    | Alexandra Fusai Nathalie Tauziat | 6-7, 7-5, 6-3 | Parcours |
| 5 | 15/11/1999 | Chase Championships New York          | 2 000 000 | Moquette (int.) | 1/2 finale    | Corina Morariu     | Larisa Neiland Arantxa Sánchez   | 7-6, 7-5      | Parcours |

## Parcours aux Jeux olympiques

### En simple dames
| # | Date       | Nom de l'olympiade           | Surface    | Résultat       | Ultime adversaire   | Score     |          |
| - | ---------- | ---------------------------- | ---------- | -------------- | ------------------- | --------- | -------- |
| 1 | 23/07/1996 | Olympic Tennis Event Atlanta | Dur (ext.) | Or             | Arantxa Sánchez     | 7-68, 6-2 | Parcours |
| 2 | 19/09/2000 | Olympic Tennis Event Sydney  | Dur (ext.) | 2e tour (1/16) | Rossana de los Ríos | Forfait   | Parcours |

### En double dames
| # | Date       | Nom de l'olympiade         | Surface    | Résultat      | Partenaire   | Ultimes adversaires                  | Score          |          |
| - | ---------- | -------------------------- | ---------- | ------------- | ------------ | ------------------------------------ | -------------- | -------- |
| 1 | 11/08/2008 | Olympic Tennis Event Pékin | Dur (ext.) | 1/4 de finale | Liezel Huber | Anabel Medina Virginia Ruano Pascual | 5-7, 7-66, 8-6 | Parcours |

## Parcours en Coupe de la Fédération
| #                                                                          | Date       | Lieu          | Surface         | Gagnante(s)                      | Perdante(s)                       | Score          |          |
|                                                                            |            |               |                 |                                  |                                   |                |          |
| 1993 - 1er tour (groupe mondial) - États-Unis - Suisse - 3 : 0             |            |               |                 |                                  |                                   |                |          |
| 1                                                                          | 20/07/1993 | Francfort     | Terre (ext.)    | Lindsay Davenport                | Christelle Fauche                 | 6-4, 6-3       | Parcours |
|                                                                            |            |               |                 |                                  |                                   |                |          |
| 1993 - 2e tour (groupe mondial) - États-Unis - Chine - 2 : 1               |            |               |                 |                                  |                                   |                |          |
| 2                                                                          | 21/07/1993 | Francfort     | Terre (ext.)    | Lindsay Davenport                | Bi Ying                           | 6-1, 6-3       | Parcours |
| 2                                                                          | 21/07/1993 | Francfort     | Terre (ext.)    | Lindsay Davenport Lori McNeil    | Chen Li Ling Li Fang              | 6-3, 6-0       | Parcours |
|                                                                            |            |               |                 |                                  |                                   |                |          |
| 1993 - 1/4 de finale (groupe mondial) - États-Unis - Argentine - 1 : 2     |            |               |                 |                                  |                                   |                |          |
| 3                                                                          | 22/07/1993 | Francfort     | Terre (ext.)    | Inés Gorrochategui               | Lindsay Davenport                 | 6-75, 7-5, 7-5 | Parcours |
|                                                                            |            |               |                 |                                  |                                   |                |          |
| 1994 - 1er tour (groupe mondial) - République tchèque - États-Unis - 0 : 3 |            |               |                 |                                  |                                   |                |          |
| 4                                                                          | 19/07/1994 | Francfort     | Terre (ext.)    | Lindsay Davenport                | Ludmila Richterová                | 4-6, 6-1, 6-4  | Parcours |
|                                                                            |            |               |                 |                                  |                                   |                |          |
| 1994 - 2e tour (groupe mondial) - Canada - États-Unis - 0 : 3              |            |               |                 |                                  |                                   |                |          |
| 5                                                                          | 21/07/1994 | Francfort     | Terre (ext.)    | Lindsay Davenport                | Patricia Hy                       | 6-2, 6-4       | Parcours |
|                                                                            |            |               |                 |                                  |                                   |                |          |
| 1994 - 1/4 de finale (groupe mondial) - Autriche - États-Unis - 0 : 3      |            |               |                 |                                  |                                   |                |          |
| 6                                                                          | 22/07/1994 | Francfort     | Terre (ext.)    | Lindsay Davenport                | Judith Wiesner                    | 2-6, 6-2, 6-2  | Parcours |
|                                                                            |            |               |                 |                                  |                                   |                |          |
| 1994 - 1/2 finale (groupe mondial) - France - États-Unis - 0 : 3           |            |               |                 |                                  |                                   |                |          |
| 7                                                                          | 23/07/1994 | Francfort     | Terre (ext.)    | Lindsay Davenport                | Mary Pierce                       | 5-7, 6-2, 6-2  | Parcours |
|                                                                            |            |               |                 |                                  |                                   |                |          |
| 1994 - Finale (groupe mondial) - Espagne - États-Unis - 3 : 0              |            |               |                 |                                  |                                   |                |          |
| 8                                                                          | 18/07/1994 | Francfort     | Terre (ext.)    | Arantxa Sánchez                  | Lindsay Davenport                 | 6-2, 6-1       | Parcours |
|                                                                            |            |               |                 |                                  |                                   |                |          |
| 1995 - 1/2 finale (groupe mondial) - États-Unis - France - 3 : 2           |            |               |                 |                                  |                                   |                |          |
| 9                                                                          | 22/07/1995 | Wilmington    | Moquette (int.) | Lindsay Davenport                | Julie Halard                      | 7-60, 7-5      | Parcours |
| 9                                                                          | 22/07/1995 | Wilmington    | Moquette (int.) | Lindsay Davenport                | Mary Pierce                       | 6-3, 4-6, 6-0  | Parcours |
| 9                                                                          | 22/07/1995 | Wilmington    | Moquette (int.) | Lindsay Davenport Gigi Fernández | Julie Halard Nathalie Tauziat     | 6-1, 7-62      | Parcours |
|                                                                            |            |               |                 |                                  |                                   |                |          |
| 1995 - Finale (groupe mondial) - Espagne - États-Unis - 3 : 2              |            |               |                 |                                  |                                   |                |          |
| 10                                                                         | 25/11/1995 | Valence       | Terre (ext.)    | Lindsay Davenport Gigi Fernández | Virginia Ruano M. A. Sánchez      | 6-3, 7-63      | Parcours |
|                                                                            |            |               |                 |                                  |                                   |                |          |
| 1996 - 1/2 finale (groupe mondial) - Japon - États-Unis - 0 : 5            |            |               |                 |                                  |                                   |                |          |
| 11                                                                         | 13/07/1996 | Nagoya        | Moquette (int.) | Lindsay Davenport                | Kimiko Date                       | 6-2, 6-1       | Parcours |
| 11                                                                         | 13/07/1996 | Nagoya        | Moquette (int.) | Lindsay Davenport                | Ai Sugiyama                       | 7-68, 7-5      | Parcours |
| 11                                                                         | 13/07/1996 | Nagoya        | Moquette (int.) | Lindsay Davenport Linda Wild     | Kyoko Nagatsuka Ai Sugiyama       | 6-2, 6-1       | Parcours |
|                                                                            |            |               |                 |                                  |                                   |                |          |
| 1996 - Finale (groupe mondial) - États-Unis - Espagne - 5 : 0              |            |               |                 |                                  |                                   |                |          |
| 12                                                                         | 28/09/1996 | Atlantic City | Moquette (int.) | Lindsay Davenport                | Arantxa Sánchez                   | 7-5, 6-1       | Parcours |
| 12                                                                         | 28/09/1996 | Atlantic City | Moquette (int.) | Lindsay Davenport                | Gala León García                  | 7-5, 6-2       | Parcours |
|                                                                            |            |               |                 |                                  |                                   |                |          |
| 1997 - Barrage (groupe mondial I) - États-Unis - Japon - 5 : 0             |            |               |                 |                                  |                                   |                |          |
| 13                                                                         | 12/07/1997 | Chestnut Hill | Dur (ext.)      | Lindsay Davenport                | Naoko Sawamatsu                   | 6-1, 6-3       | Parcours |
| 13                                                                         | 12/07/1997 | Chestnut Hill | Dur (ext.)      | Lindsay Davenport                | Ai Sugiyama                       | 6-4, 7-61      | Parcours |
| 13                                                                         | 12/07/1997 | Chestnut Hill | Dur (ext.)      | Lindsay Davenport Lisa Raymond   | Naoko Kijimuta Nana Miyagi        | 6-4, 6-4       | Parcours |
|                                                                            |            |               |                 |                                  |                                   |                |          |
| 1998 - 1/4 de finale (groupe mondial) - États-Unis - Pays-Bas - 5 : 0      |            |               |                 |                                  |                                   |                |          |
| 14                                                                         | 18/04/1998 | Kiawah Island | Terre (ext.)    | Lindsay Davenport                | Amanda Hopmans                    | 6-4, 6-1       | Parcours |
| 14                                                                         | 18/04/1998 | Kiawah Island | Terre (ext.)    | Lindsay Davenport                | Miriam Oremans                    | 6-1, 6-2       | Parcours |
|                                                                            |            |               |                 |                                  |                                   |                |          |
| 1999 - Finale (groupe mondial) - États-Unis - Russie - 4 : 1               |            |               |                 |                                  |                                   |                |          |
| 15                                                                         | 18/09/1999 | Stanford      | Dur (ext.)      | Lindsay Davenport                | Elena Dementieva                  | 6-4, 6-0       | Parcours |
| 15                                                                         | 18/09/1999 | Stanford      | Dur (ext.)      | Lindsay Davenport                | Elena Likhovtseva                 | 6-4, 6-4       | Parcours |
|                                                                            |            |               |                 |                                  |                                   |                |          |
| 2000 - 1/2 finale (groupe mondial) - États-Unis - Belgique - 2 : 1         |            |               |                 |                                  |                                   |                |          |
| 16                                                                         | 22/11/2000 | Las Vegas     | Moquette (int.) | Lindsay Davenport                | Kim Clijsters                     | 7-64, 4-6, 6-3 | Parcours |
|                                                                            |            |               |                 |                                  |                                   |                |          |
| 2000 - Finale (groupe mondial) - États-Unis - Espagne - 5 : 0              |            |               |                 |                                  |                                   |                |          |
| 17                                                                         | 24/11/2000 | Las Vegas     | Moquette (int.) | Lindsay Davenport                | Arantxa Sánchez                   | 6-2, 1-6, 6-3  | Parcours |
| 17                                                                         | 24/11/2000 | Las Vegas     | Moquette (int.) | Lindsay Davenport                | Conchita Martínez                 | 6-1, 6-2       | Parcours |
|                                                                            |            |               |                 |                                  |                                   |                |          |
| 2002 - Barrage (groupe mondial I) - États-Unis - Israël - 5 : 0            |            |               |                 |                                  |                                   |                |          |
| 18                                                                         | 20/07/2002 | Springfield   | Dur (ext.)      | Lindsay Davenport                | Anna Smashnova                    | 6-3, 6-3       | Parcours |
| 18                                                                         | 20/07/2002 | Springfield   | Dur (ext.)      | Lindsay Davenport                | Tzipora Obziler                   | 2-6, 6-1, 7-61 | Parcours |
|                                                                            |            |               |                 |                                  |                                   |                |          |
| 2005 - 1/4 de finale (groupe mondial) - États-Unis - Belgique - 5 : 0      |            |               |                 |                                  |                                   |                |          |
| 19                                                                         | 23/04/2005 | Delray Beach  | Dur (ext.)      | Lindsay Davenport                | Eveline Vanhyfte                  | 6-0, 6-2       | Parcours |
| 19                                                                         | 23/04/2005 | Delray Beach  | Dur (ext.)      | Lindsay Davenport                | Els Callens                       | 6-4, 6-0       | Parcours |
| 19                                                                         | 23/04/2005 | Delray Beach  | Dur (ext.)      | Lindsay Davenport Corina Morariu | Kirsten Flipkens Eveline Vanhyfte | 6-1, 6-2       | Parcours |
|                                                                            |            |               |                 |                                  |                                   |                |          |
| 2008 - 1/4 de finale (groupe mondial) - États-Unis - Allemagne - 4 : 1     |            |               |                 |                                  |                                   |                |          |
| 20                                                                         | 02/02/2008 | La Jolla      | Dur (ext.)      | Sabine Lisicki                   | Lindsay Davenport                 | 6-1, 7-5       | Parcours |
| 20                                                                         | 02/02/2008 | La Jolla      | Dur (ext.)      | Lindsay Davenport                | Julia Görges                      | 6-1, 6-2       | Parcours |
| 20                                                                         | 02/02/2008 | La Jolla      | Dur (ext.)      | Lisa Raymond Lindsay Davenport   | Anna-Lena Grönefeld Tatjana Malek | 6-2, 6-0       | Parcours |

## Classements WTA en fin de saison

### En simple
| Année | 1991 | 1992 | 1993 | 1994 | 1995 | 1996 | 1997 | 1998 | 1999 | 2000 | 2001 | 2002 | 2003 | 2004 | 2005 | 2006 | 2007 | 2008 |
| Rang  | 339  | 159  | 20   | 6    | 12   | 9    | 3    | 1    | 2    | 2    | 1    | 12   | 5    | 1    | 1    | 25   | 73   | 36   |

Source : (en) « Classements de Lindsay Davenport », sur le site officiel du WTA Tour

### En double
| Année | 1992 | 1993 | 1994 | 1995 | 1996 | 1997 | 1998 | 1999 | 2000 | 2001 | 2002 | 2003 | 2004 | 2005 | 2006 | 2007 | 2008 |
| Rang  | 93   | 49   | 8    | 6    | 7    | 2    | 4    | 4    | 26   | 25   | -    | 8    | 44   | 49   | -    | -    | 76   |

Source : (en) « Classements de Lindsay Davenport », sur le site officiel du WTA Tour

## Périodes au rang de numéro un mondiale
| # | Précédée par      | Dates                   | Suivie par        | Nombre de semaines | Cumul |
| - | ----------------- | ----------------------- | ----------------- | ------------------ | ----- |
| 1 | Martina Hingis    | 12/10/1998 - 07/02/1999 | Martina Hingis    | 17                 | 17    |
| 2 | Martina Hingis    | 05/07/1999 - 08/08/1999 | Martina Hingis    | 5                  | 22    |
| 3 | Martina Hingis    | 03/04/2000 - 07/05/2000 | Martina Hingis    | 5                  | 27    |
| 4 | Martina Hingis    | 15/05/2000 - 21/05/2000 | Martina Hingis    | 1                  | 28    |
| 5 | Jennifer Capriati | 05/11/2001 - 13/01/2002 | Jennifer Capriati | 10                 | 38    |
| 6 | Amélie Mauresmo   | 18/10/2004 - 21/08/2005 | Maria Sharapova   | 44                 | 82    |
| 7 | Maria Sharapova   | 29/08/2005 - 11/09/2005 | Maria Sharapova   | 2                  | 84    |
| 8 | Maria Sharapova   | 24/10/2005 - 29/01/2006 | Kim Clijsters     | 14                 | 98    |